# Liste der grönländischen Forschungsminister
Die Liste der grönländischen Forschungsminister listet alle grönländischen Forschungsminister.
Einen Forschungsminister gab es erstmals explizit 1992.
| Antritt            | Abgang             | Bildungsminister            | Leben     | Partei            | Regierung                    | evtl. übergeordnetes Ministerium |
| ------------------ | ------------------ | --------------------------- | --------- | ----------------- | ---------------------------- | -------------------------------- |
| 19. Mai 1992       | 21. Februar 1999   | Marianne Jensen             | * 1949    | Siumut            | Johansen I, II, Motzfeldt VI |                                  |
| 21. Februar 1999   | 14. Dezember 2002  | Lise Skifte Lennert         | * 1948    | Siumut            | Motzfeldt VII, VIII          |                                  |
| 14. Dezember 2002  | 20. Januar 2003    | Ruth Heilmann               | * 1945    | Siumut            | Enoksen I                    | Bildungsministerium              |
| 20. Januar 2003    | 13. September 2003 | Arĸalo Abelsen              | * 1946    | Atassut           | Enoksen II                   | Bildungsministerium              |
| 13. September 2003 | 1. Dezember 2005   | Henriette Rasmussen         | 1950–2017 | Inuit Ataqatigiit | Enoksen III                  |                                  |
| 1. Dezember 2005   | 15. November 2006  | Doris Jakobsen              | * 1978    | Siumut            | Enoksen IV                   |                                  |
| 15. November 2006  | 12. Juni 2009      | Tommy Marø                  | * 1964    | Siumut            | Enoksen IV, V                |                                  |
| 12. Juni 2009      | 11. März 2011      | Mimi Karlsen                | * 1957    | Inuit Ataqatigiit | Kleist                       |                                  |
| 11. März 2011      | 5. April 2013      | Palle Christiansen          | * 1973    | Demokraatit       | Kleist                       |                                  |
| 5. April 2013      | 1. Oktober 2014    | Nick Nielsen                | * 1975    | Siumut            | Hammond I, II                | Bildungsministerium              |
| 1. Oktober 2014    | 12. Dezember 2014  | Martha Lund Olsen (interim) | * 1961    | Siumut            | Kielsen (interim)            | Bildungsministerium              |
| 12. Dezember 2014  | 27. Oktober 2016   | Nivi Olsen                  | * 1985    | Demokraatit       | Kielsen I                    |                                  |
| 27. Oktober 2016   | 5. Oktober 2018    | Doris J. Jensen             | * 1978    | Siumut            | Kielsen II, III              |                                  |
| 5. Oktober 2018    | 5. November 2018   | Siverth K. Heilmann         | * 1953    | Atassut           | Kielsen IV                   |                                  |
| 5. November 2018   | 1. März 2019       | Erik Jensen (interim)       | * 1975    | Siumut            | Kielsen IV                   |                                  |
| 1. März 2019       | 9. April 2019      | Siverth K. Heilmann         | * 1953    | Atassut           | Kielsen IV                   |                                  |
| 9. April 2019      | 10. April 2019     | Kim Kielsen (interim)       | * 1966    | Siumut            | Kielsen V                    |                                  |
| 10. April 2019     | 21. April 2021     | Jess Svane                  | * 1959    | Siumut            | Kielsen V, VI                |                                  |
| 23. April 2021     | 30. Mai 2023       | Peter Olsen                 | * 1961    | Inuit Ataqatigiit | Egede I, Egede II            | Bildungsministerium              |
| 30. Mai 2023       | 5. Juni 2023       | Múte B. Egede               | * 1987    | Inuit Ataqatigiit | Egede II                     | Bildungsministerium              |
| 5. Juni 2023       | amtierend          | Aqqaluaq B. Egede           | * 1981    | Inuit Ataqatigiit | Egede II                     | Bildungsministerium              |